# Stara Velika Bugarska
Stara Velika Bugarska je bila država između rijeke Dnjepra (Dnipra) na zapadu, donje Volge na istoku i gorja Kavkaza na jugu.
Utemeljio ju je protobugarski kan Kubrat iz klana Dulo. 
Poslije Kubratove smrti oko 665. godine, njegov sin Batbajan je preuzeo vlast u kanatu, ali je poslije uslijedio raspad te države.
Prvo je Kubratov drugi sin Kotrag otišao u srednje Povolžje i kasnije uspostavio državu Povolšku Bugarsku.
Kubratov sin Kuber je predvodio dio Bugara koji se se zajedno s Avarima bili naselili Panonskoj nizini; poslije ih je odvojio od Avarskog kanata i ovladao područjima zapadno od Karpata. Kasnije je Bugare naselio u Makedoniju.
Ostali Protobugari iz tog područja su tražili utočište kod Hrvata i Langobarda.
Iz tog kovitlaca, Asparuh (najvjerojatnije najmlađi kanov sin) se pojavio kao najprominentniji lik, vodeći svoje Protobugare van iz federacije i južno preko Dunava je uspostavio vlastitu državu ondje.

## Vanjske poveznice
- Ljetopis Ivana iz Nikijua 47
- Stara velika Bugarska - činjenice i izvori-hebrejski, grčki i latinski